# 탈락
탈락은 정해진 규칙을 위반하거나, 기준에 맞지 않는 등의 이유로 떨어진다는 의미이다.
시험이나 경기, 예선전 등 정해진 규칙 혹은 심사 기준이 있을 때에는 탈락 또한 존재한다.

## 같이 보기
- 통과
- 규칙
- 실패